# Société Mokta El Hadid
La Société Mokta El Hadid va ser una companyia dedicada a la mineria de menes de ferro d'Algèria, i més endavant, a altres països de l'Àfrica Occidental. Entre 1865 i 1927 va ser la companyia minera més gran d'Algèria, i extreia menes de molt bona qualitat per ser processades a França. El 1878 es creu que la mina original prop de Bône (actual Annaba) podia extreure prou per sostenir el 25% de la producció d'acer a Europa. Abans no es va exhaurir aquesta mina, la companyia va obrir més mines a Algèria. Més endavant, va obrir mines addicionals a Algèria; i va estendre les seves operacions a països com Tunísia, el Marroc, Níger, Costa d'Ivori i Madagascar, on minava manganès, crom i urani. L'octubre de 1970, Société le Nickel, que aviat esdevindria el hòlding Imétal, va comprar Mokta. La va reanomenar Compagnie française de Mokta (CFM), i es va especialitzar en la mineria d'urani.

## Descobriment inicial
La mina es troba a uns 35 km del port de Bône al turó de Mokta, al peu d'una serralada que va de nord a sud i gira cap a l'est a Bône. El nom "Mokta-el-Hadid" ("el pas de ferro") indica que es coneixia des de fa temps la presència de ferro, però no hi ha cap senyal que s'hi hagi treballat abans dels primers intents a petita escala de 1840. El geòleg Henri Fournel va descobrir-hi jaciments de magnetita el 1843.
L'empresari Paulin Talabot tenia un "somni mediterrani" que consistia en "l'explotació de les mines de la regió de Bône, que alimentaria les seves mines de carbó a La Grand-Combe a través del transport ràpid en els seus vaixells de la Compagnie Générale Transatlantique, rellevat pels seus vagons de tren algerians i aquells de la PLM." Abans de completar l'estudi de Fournel, el 1845 els Talabot o els seus associats havien obtingut tres de les quatre concessions a la regió de Bône. Algèria, el segle xix, no tenia carbó de coc, motiu pel qual no processava la seva mena de ferro. En comptes d'això, les menes s'enviaven a la costa i es venien a un transportista, que el venia a acereria pel doble del preu. Talabot volia construir una forja a Bône, però va abandonar la idea el 1848 a causa del perill d'atacs d'algerians i de l'amenaça de boicot dels Schneider de Le Creusot.
Un informe de Fournel per l'Académie des sciences del 14 de maig de 1848 deia, "cap al nord del llac F'Zara hi ha una muntanya sencera, la Mokta-el-Hadid ("la pedrera de ferro") que emergeix dels gneissos i literalment presenta de dalt a baix, això és, en una altura de més de cent metres, una massa de ferro oxidat pur, sense cap barreja de pedra. A l'est d'aquest jaciment, al qual alguns altres jaciments s'hi podrien assemblar, el ferro oxidat travessa diversos altres punts." Talabot va demanar al geòleg Émilien Dumas que avalués el dipòsit. Va contactar amb el politècnic i enginyer de mines Alphonse Parran per formar la nova companyia i començar-ne l'explotació.
A causa d'una falta de mà d'obra i de capital, es va fer poc progrés, i el 1849 el govern va revocar les tres concessions a Talabot. El 1852, es van recuperar després que Napoleó III arribés al poder. El 1857 es va trobar la mina de Mokta el Hadid, i els Talabot van guanyar-ne la concessió. La mena era en una veta de 2500 m de llarg i entre 10 i 50 d'ample. La mena de magnetita era ferro pur en un 70%. Aquesta mena, lliure de sofre i fòsfor, era molt més apta pels processos de Bessemer i Martin que les menes més pobres, riques en fòsfor, típiques de França, Bèlgica, Luxemburg i Alemanya.
Es van fer plans per una fusió amb les acereries d'Alais a la Gard, possiblement part d'una fusió més gran amb les mines de la Grand-Combe, però es van paralitzar. Finalment, la Société de Mokta el Hadid es va establir de forma definitiva l'any 1863. També es va fer un projecte per combinar les mines de Mokta el Hadid amb acereries de Firminy, les mines de carbó de Gard, i les acereries de Saut-du-Tarn prop d'Albi. Es necessitarien 20 milions de francs de capital, incloent-hi 8 milions de capital fresc per millores en diversos llocs; ara bé, aquestes plans tampoc es van dur a terme.

## Mina de Mokta el Hadid
Entre 1856 i 1869, es va emprendre la construcció d'una instal·lació de port protegit de 80 hectàrees, que pogués gestionar la mena de Mokta el Hadid. Es va construir una curta línia de ferrocarril, des de la mina a Ain Mokra fins als molls de Bône. La línia, la primera d'Algèria, va obrir l'any 1864, i la producció a gran escala va començar l'any següent. Abans d'obrir la mina, residien 10.000 persones a Bône; l'any 1924 n'hi vivien 41.000 i el port es feia servir per exportar fosfats, plom i mena de zinc. L'arribada en grans volums de mena algeriana de Mokta-el-Hadid va afectar la cadena de subministrament de França. L'èxit de la planta de Firminy a l'hora de construir rails d'acer únicament amb material de les mines algerianes era un argument important per la instal·lació de forns basats en els processos de Martin a Le Creusot. El 1865, Eugène Schneider va arribar a un acord amb Paulin Talabot per tal d'obtenir un gran subministrament de mena algeriana, fent possible l'inici d'una producció d'acer intensiva.

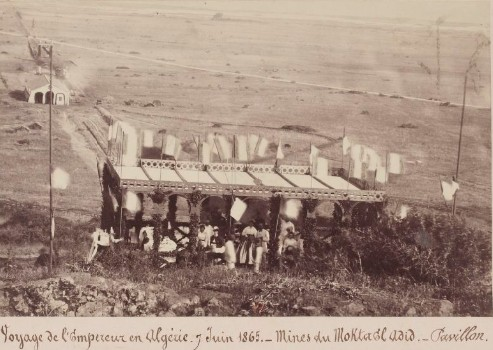
Napoleó III menjant en una tenda a la mina l'any 1865

El 1865, Napoleó III va visitar Algèria, i va passar per la mina i la ciutat de Bône. Paulin Talabot va fundar la Société General Algérienne (SGA) aquell mateix any per tal de promocionar el creixement econòmic a la colònia d'Algèria, que va crear cinc poblats pels colonistes francesos. Es van atorgar 100.000 hectàrees de terreny a canvi d'un préstec de 100 milions de francs a Napoleó III, que es van fer servir en obra pública a Algèria. Després de tenir dificultats econòmiques, la SGA es va reorganitzar com a Compagnie Algérienne el 1877.
El 1865, la mina va produir 22.000 tones, nombre que va créixer fins a les 255.000 tones el 1869. L'abundant mena s'extreia de galeries subterrànies i s'enviava de Bône a les principals acereries franceses. El 1870, el conjunt d'Algèria va exportar 84.710 tones de mena de ferro. Aquella dècada, dos terços dels miners algerians treballaven a la mina de Mokta-el-Hadid. La mina sola va facturar 430.000 tones de mena el 1874, 260.000 de les quals de ferro. En aquella època, Gran Bretanya produïa un total de 500.000 tones d'acer. Es creu que la mina podia suportar el 25% de la producció d'acer europea. El 1875–76, el riu Bou Djima, que portava sediments al port, va ser redirigit al riu Seybouse. Llavors, es va poder estendre el ferrocarril fins al port, fet que va permetre una reducció considerable dels costos de transport.
Alphonse Parran va ser el cap de la companyia fins al 1900. Philippe de Cerner va assumir la gestió de la mina de Mokta-el-Hadid el 1875. La producció de les 14 mines de ferro d'Algèria va créixer fins a les 511.00 el 1876, i posteriorment va començar a disminuir. El 1879, el país va exportar 400.000 tones, 320.000 de les quals provenien de Mokta-el-Hadid. Poca part de la mena es fonia abans de ser exportada. El port de Bône només va facturar 148.695 tones de mena el 1893. Després del 1903, la companya va cedir els seus drets del llac de Fetzara a la colònia SGA, que va fer-se càrrec de l'obra i la va completar el 1935.
L'explotació minera a Mokta el Hadid va acabar l'any 1904.

## Llac de Fetzara

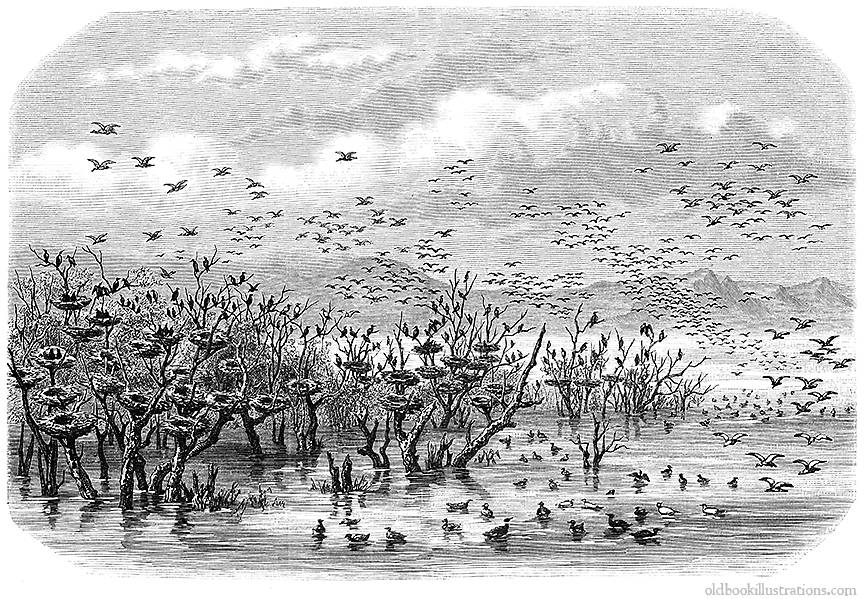
El llac de Fetzara el 1857, abans de ser drenat per la companyia

La mina es troba prop del llac de Fetzara. En començar les operacions, l'elevació de la superfície del llac arribava fins als 16 metres durant l'hivern, amb una àrea de 14.000 ha. A la riba del llac hi havia canyes i joncs, on els ocells migratoris niaven, i era ric en peixos. El llac es considerava una font de pestes, i es va proposar un canal de drenatge de 16 km cap a Oued Meboudja. Tot i que la SGA tenia drets a les costes septentrionals i orientals del llac, no hi va fer res.
Durant la dècada de 1870, la companyia va plantar eucaliptus al voltant del llac. Un informe publicat el 1901 deia que "l'exemple del llac Fetzara s'ha citat molt; la seva miasma pantanosa va infectar les grans obres mineres de Mokta-el-Hadid, van delmar el personal, i van fer insuportable l'existència en aquesta localitat. Ara, gràcies als boscs d'eucaliptus ben desenvolupats, presenta totes les condicions d'una higiene tolerable." L'informe apuntava que la millora també es podia atribuir en part a una millor atenció mèdica, i al fet que la major part del personal es desplaçaven des de Bône per anar a la feina. Tots els arbres van morir a causa de l'aigua salada que es filtrava del llac. El 1877, la companyia Mokta El Hadid va obtenir un permís per drenar el llac a canvi d'una transferència gratuïta de la terra recuperada. Es va fer un canal des del centre del llac que creuava el flanc occidental de 22 m i portava fins a Meboudja. L'elevació de la superfície va baixar fins als 12 m el 1880, però el llac seguia sent pantanós durant l'estiu.

## Altres operacions
A data de 1878, la companyia havia obert les mines de Korezza, Bou-Hamra i Marouaina. Abans que els jaciments de Mokta comencessin a mostrar senyals que s'estaven acabant, Alphonse Parran va obtenir el jaciment de Rar El Baroud, prop de Béni Saf, el 1879. La mena de la regió de Béni Saf prop de Montagnac (avui dia coneguda com a Remchi) és hematita amb un 2% de manganès. Entre el 1867 i el 1947, la regió va produir 30 milions de tones de mena. Alphonse Parran també va estar implicat en la mina de ferro de Kryvyi Rih, a Rússia, el 1881, i en els jaciments de fosfat de Tunísia de 1886. Des del 1893, a Tunísia, la companyia tenia concessions per Ras Radjid, Bou lanague, Dj Bellif i Ganara (entre Tabarka i Cap Serrat). Les menes, que encara no s'havien treballat, eren hematites marrons i vermelles amb una mitjana de 50% ferro.
L'any 1895 la companyia havia comprat tots els llits de mena de ferro al districte algerià d'Ouelhasses Cheragas, a més de Boukourdan. Aquests incloïen els llits de Das rih i Bar el Baroud de Béni Saf, i els grups de llits de Ten Kreut, Djed el Haouraia i Sidi-safi. Només es treballava en la mina de Bar el Baroud, mina de cel obert amb com a mínim 55% ferro. La companyia operava el port de Béni Saf, que havia construït i pel qual tenia un arrendament de 99 anys. El 1892, la producció total estimada era de 291.547 tones, i de 203.338 tones el 1893. Les destinacions de la mena, en ordre, eren Anglaterra, els Països Baixos, França, els Estats Units i Bèlgica. La companyia va obtenir els jaciments de Boukhadra, prop de la frontera amb Tunísia, el 1902.
En el període de 1900 a 1930, la companyia era entre els grups capitalistes poderosos de l'imperi colonial francès que tenia índexs de beneficis més excepcionals. Édouard de Billy va succeir Alphonse Parran com a cap de la companyia l'any 1900. Va ser reemplaçat l'any 1918 per Charles-Émile Heurteau, que va assumir el títol de Director, mentre que Léon de Nervo, hereu de Paulin Talabot, va quedar-se el títol de Director Gerent. Léon de Nervo també era el president de la Société Commerciale de Navigation, que operava tres vaixells de càrrega de 6.800 tones que portaven mena de ferro nord-africana a ports europeus i nord-americans. Heurteau va marxar de l'empresa durant la dècada de 1920 per ser Director Gerent a les mines de carbó de Marles. André Duby va entrar a la companyia com a enginyer cap dels serveis tècnics el 1927; va esdevenir codirector amb Léon de Nervo, i posteriorment únic director durant els anys 1940.

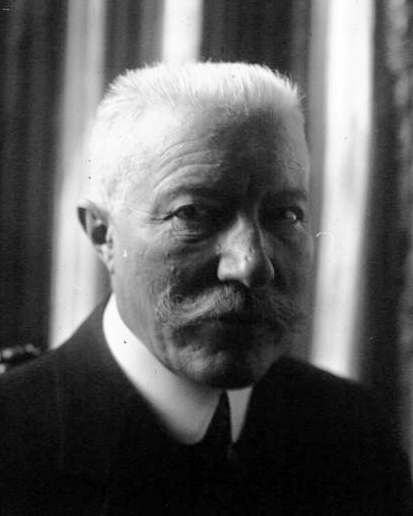
El governador d'Algèria Charles Jonnart va bloquejar la construcció d'una acereria local per processar la mena de ferro

A partir del 1901, la companya va començar a contractar treballadors marroquins per les seves mines de Béni Saf. El 1905, es va connectar la petita línia de ferrocarril de Mokta a la xarxa departamental, connectant el port de Bone amb la regió de Jemmapes (Azzaba) region, i ara estesa fins a Saint-Charles (Ramdane Djamel). Philippe de Cerner, el director de la companyia a Bône, havia convençut el govern per tal que estengués el ferrocarril cap a l'oest d'Ain Mokra per connectar-lo amb la línia principal fins a Philippeville (Skikda), i va persuadir el govern per tal que s'encarregués de la línia per interès públic. Philippe de Cerner va ser nomenat director de la nova línia l'any 1908, ostentant el càrrec fins que es retirà el 1917. El 1912 la Compagnie des minérais de fer magnétique de Mokta-el-Hadid tenia un capital de 20 milions i tenia beneficis de 4,5 milions. Quan va començar la Primera Guerra Mundial, Mokta-el Hadid era una de les dues companyies colonials franceses de propietat privada (a part de bancs i ferrocarril) amb un capital de més de 20 milions de francs, l'altra sent la Société Le Nickel in New Caledonia.
El 1917, la Société Mokta El Hadid i la Société des Hauts Fourneaux de Rouen van acordar explotar conjuntament els jaciments de Boukhadra deposits, amb el suport del ministre Albert Thomas. Tanmateix, l'administració del governador Charles Lutaud va fer una proposta alternativa al govern que requeria que la companyia construís alts forns a Bône i que pagués més regalies a Algèria. L'acord i les especificacions del projecte es van signar a principis de 1918, amb el 85% del capital subministrat per Mokta i hauts Fourneaux de Rouen, i el 15% per Denain-Anzin i un consorci de bancs algerians. Es construirien dos alts forns amb una capacitat anual combinada de 80.000 tones. Tanmateix, després que Charles Jonnart retornés a Algèria com a governador, el projecte es va retardar i, posteriorment, cancel·lar.
El maig de 1919, els miners de la companyia van fer una vaga en solidaritat amb els vaguistes d'altres indústries; la vaga es va diluir poc després. Mokta el hadid va ser la companyia minera més gran d'Algèria fins al 1927, quan va ser superada per la Societe de l'Ouenza. La companyia Mokta el Hadid va ser la responsable de la creació de la SACEM el 1929. La SACEM (Société anonyme chérifienne d'études minières), amb seu a Casablanca, va ser fundada per explotar les mines de manganès d'Imini. La relació entre els preus de les accions de Société Mokta El Hadid i els beneficis van fluctuar de 3.0 el 1929 fins a 11.0 el 1933, caient fins a 1.8 el 1937.

## Després de la Segona Guerra Mundial
Després de la Segona Guerra Mundial (1939–45), el ferro extret de Mokta El Hadid pertanyia al Mirabaud Group. A data de 1950, la companyia estava capitalitzada en 5,1 bilions de francs, situada en el top 2 de la Borsa de París. El 1951, la Société de l'Ouenza va produir un 60% de ferro algerià, 85% a Ouenza i 15% a Bou-Kadra.
Mokta-el-Hadid era la segona companyia dedicada a la mineria de mena de ferro d'Algèria, amb moltes subsidiàries i diverses concessions, incloent-hi al Marroc. Henri Lafond va ser el cap de la Banque de l'Union Parisienne des del 1951, que controlava Mokta El Hadid, i també va ser el cap de SACEM. Lafond va liderar la companyia Mokta fins a la seva mort el 1963.

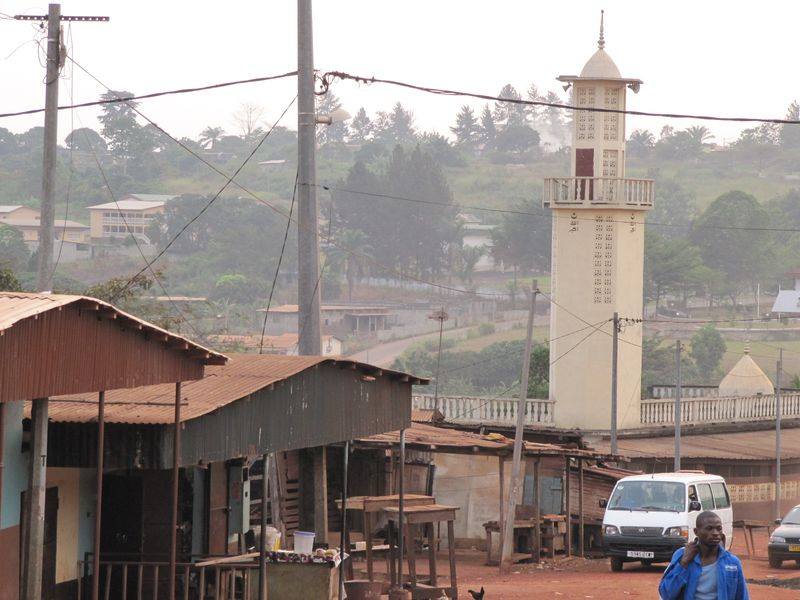
Moanda, Gabon, on hi ha una mina de manganès

El 24 d'abril de 1953 es va establir una corporació conjunta per explotar un jaciment amb aproximadament 50 milions de tones de manganès a Gabon, propietat de l'Oficina de Mines de la França d'Ultramar (21%), Eastern Tjbangi Mining Company (15%), el grup Mokta el Hadid (15%) i U.S. Steel (49%). Inicialment, s'havia de construir una línia de ferrocarril costanera de 350 km, així que no s'esperava una producció completa fins al 1960. La Compagnie minière de l'Ogooué (Comilog) tenia un capital inicial de 150 milions CFA 150. La primera mena es va facturar de Moanda el 2 d'octubre de 1962.
El 1957, Georges Perrineau (1912-1994) va ser nomenat director de la companyia Mokta i membre del Comitè Executiu. El 1962, va esdevenir-ne vicepresident i cap a la fi del mateix any, va reemplaçar Henri Lafond com a president de la subsidiària SACEM que explotava els jaciments de manganès d'Imini, al Marroc. Henri Lafond va ser assassinat a París el 6 de març de 1963, aparentment per un membre d'OAS, ja que es negava a donar suport a l'OAS amb les companyies del seu grup. Perrineau el succeí com a cap de la companyia Mokta, i va convertir-se també en el cap de la Compagnie des Mines de Huaron, en la qual Mokta hi tenia moltes accions. Perrineau va ser president de Mokta fins al 1970. El 1965, Perrineau va presidir les celebracions del centenari de la companyia, en les quals hi anà el President Félix Houphouët-Boigny.
El 1965, l'empresa va tenir una participació mínima a la companyia formada per explotar mena de crom a Madagascar. El juliol de 1967, França i el Níger van negociar acords que incloïen el reconeixement d'una concessió per minar urani al Níger, que seria capitalitzada en un 45% per l'Atomic Energy Commission, un 40% per les companyies privades franceses Mokta El Hadid i French Uranium-ore, i el 15% restant per l'Estat de Níger. La companyia que ho explotà fou Somaïr. També el 1967, l'activitat de la fusió entre Suez i el Banque de l'Union parisienne va causar que Suez esdevingués un accionista directe a Mokta, i també a Huaron i Comuf. El 1968, Mokta es va unir amb Pechiney per formar la minera Péchiney Mokta, que gestionaria diverses operacions amb urani i finançaria recerca, principalment a Saskatchewan, Canadà.
L'octubre de 1970 la Société le Nickel, que poc després es convertiria en el hòlding Imetal, va agafar el control de la companyia Mokta a través d'un intercanvi d'accions. Perrineau va seguint sent-ne un director i assessor. El 1980, Imetal va absorbir Mokta, que va ser reanomenada Compagnie française de Mokta (CFM). Des de 1991, la Compagnie française de Mokta era completament una subsidiària de COGEMA (Compagnie générale des matières nucléaires), una empresa francesa implicada en la mineria i el processament d'urani.